# 托马斯·贝克特

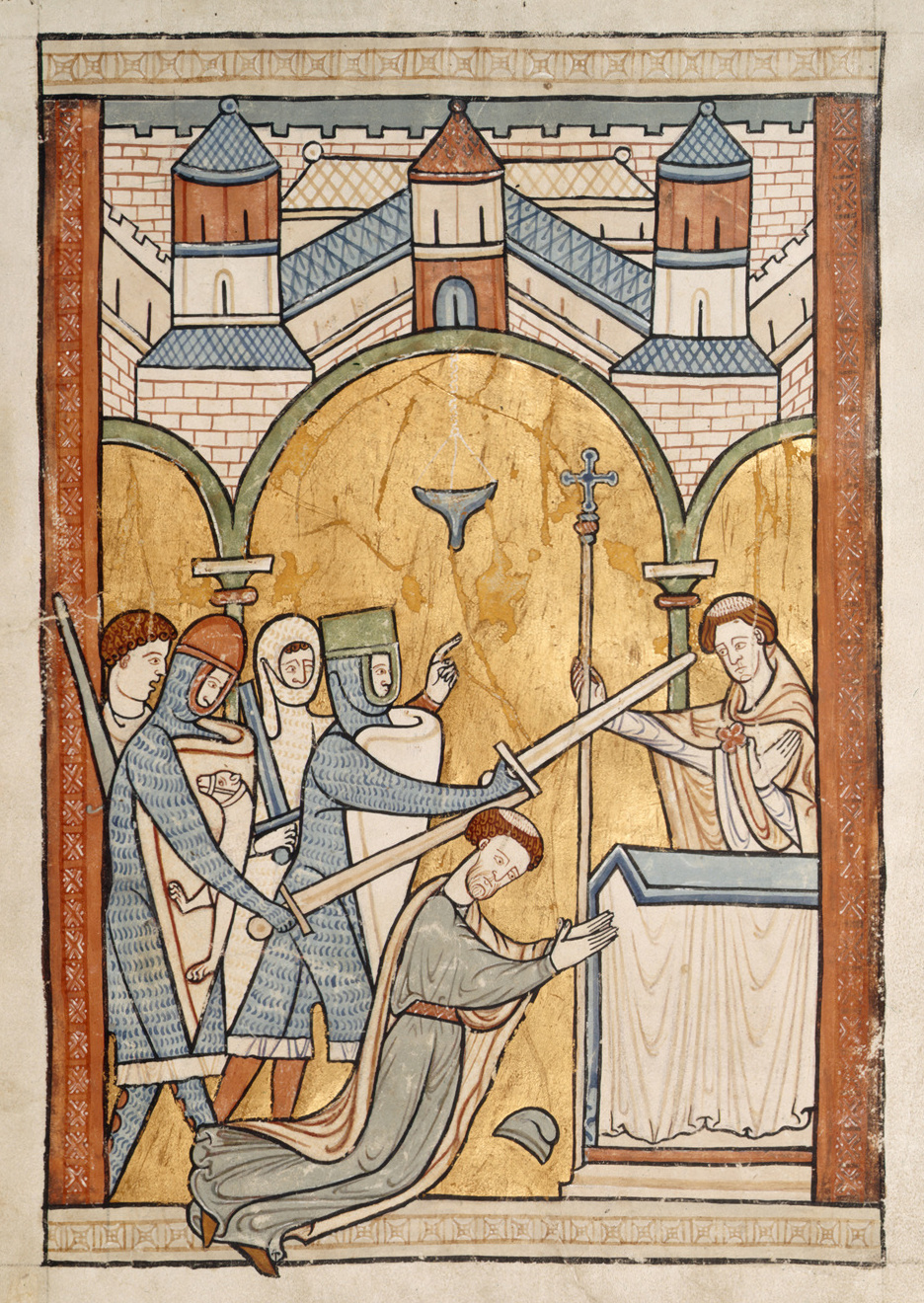
13世紀手抄本描述貝克特被暗殺的情景

聖多馬·贝克特（英語：Saint Thomas à Becket；1118年—1170年12月29日），亦稱坎特伯雷的圣托馬斯（Saint Thomas of Canterbury）、 倫敦的托馬斯（Thomas of London），是英格兰王国国王亨利二世的大法官，他是一個諾曼人且原本跟亨利二世有密切的關係，1162年亨利二世為了能在教會裡頭有盟友而舉薦他擔任坎特伯里總教區總主教，但他卻與亨利二世反目。因為反對亨利二世對教會的干涉，試圖把教會的司法權收回時，請求教宗的干預，觸怒了亨利二世。1170年12月29日，他因被亨利二世支持的四位男爵騎士（雷金納德·費澤斯、休·德·莫維爾、威廉∙特雷西、理查德∙布里托）在坎特伯雷大教堂刺殺而殉道。教宗亞歷山大三世於1173年封他為聖人。